# Prang Reussi

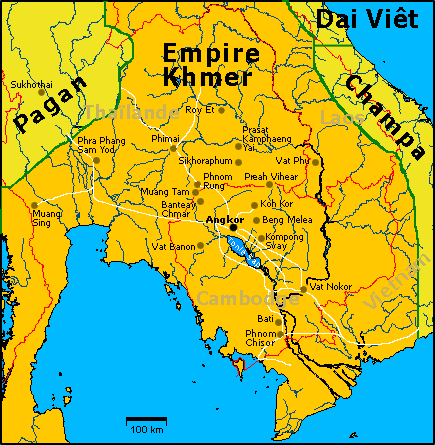
Principaux sites khmers

Le Prang Reussi -ou Ruessi, selon la translittération adoptée- est un sanctuaire khmer situé en Thaïlande, dans le parc historique de Sri Thep (province de Phetchabun). Il se trouve dans l'enceinte du Wat Pa Sa Khwae, au nord, dans la partie est de la ville de Si Thep à environ 2 kilomètres du centre de la ville. C'est un bâtiment de style khmer, construit en brique. Il est probablement contemporain du Prang Si Thep, donc construit par jayavarman VII. Le bâtiment a néanmoins été modifié à de nombreuses reprises, que ce soit dans le passé ou plus récemment. C'est une tour unique, avec une ouverture face à l'est, et entourée d'un mur d'enceinte. À l'est de cette tour, les vestiges d'un petit bâtiment.

## Photographies

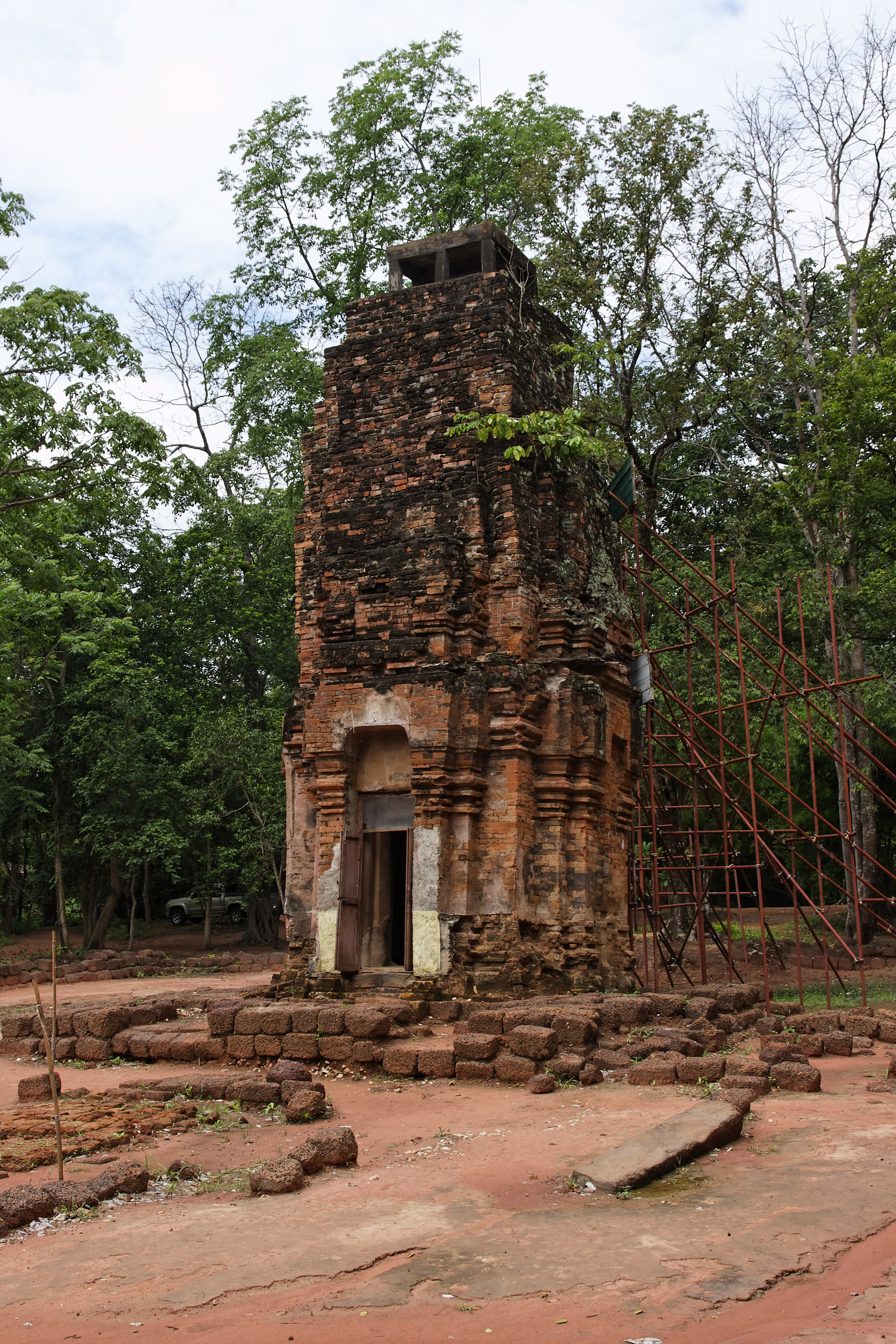
Vue actuelle du prang (mai 2009)